# Embraer EMB 312 Tucano
Embraer EMB 312 Tucano je enomotorno turbopropelersko šolsko vojaško letalo brazilskega proizvajalca Embraer. Tucano ima nizko nameščeno kantilever krilo in dva sedeža v konfiguraciji tandem. Prvič je poletel leta 1980, prizvodnja se je začela leta 1983. Po izgledu in specifikacijah je podoben PC-9 (PC-7), in uporablja isti motor Pratt & Whitney Canada PT6. Zgradili so 664 letal, od leta 160 licenčno v Britaniji kot Short Tucano. Tucano je bil eno izmed pvih uspešnih Embraerovih letal.

## Specifikacije (standardni EMB 312)
Podatki iz Air International, Vol. 26, Issue 6, and armament data from Air International, Vol. 24, Issue 1.
Splošne karakteristike
- Posadka: 2
- Dolžina: 9,86 m (32 ft 4 in)
- Razpon kril: 11,14 m (36 ft 6 in)
- Višina: 3,4 m (11 ft 2 in)
- Površina kril: 19,4 m² (209 sq ft)
- Teža praznega letala: 1810 kg (3991 lb)
- Maks. vzletna teža: 3175 kg (7000 lb)
- Pogon letala: 1 ×  turboprop Pratt & Whitney Canada PT6A-25C, 552 kW (750 KM) [4]
- Internal fuel:  694 L (183 US gal)[5]

 Zmogljivost 
- Neprekoračljiva hitrost: 539 km/h (291 vozlov)
- Maks. hitrost: 458 km/h (247 vozlov) na 4.115 m (13.501 ft)
- Potovalna hitrost: 441 km/h (238 vozlov) na 3.350 m (10.990 ft)
- Hitrost porušitve vzgona: 67 vozlov (124 km/h)
- Doseg: 1916 km (1034 navtičnih milj) na notranjem gorivu
- G-obremenitve: +6/-3
- Trajanje leta: 9 ur
- Višina leta: 8750 m (28700 ft)
- Hitrost vzpenjanja: 1900 ft/min (9,65 m/s)
- Obremenitev kril: 164 kg/m² (33,5 lb/ft²)

Oborožitev

- Strelno orožje: 

  - Strojnice:
    - AN/M-B strojnica
    - 12,7 mm strojnics
    - 7,62 mm strojnics (500 nabojev)
- Nosilci za orožje: 4x podkrilni nosilci s kapaciteto 1000 kg (2200 lb)
- Rakete: 

  - 127 mm HVAR rakete
  - Lanserji raket:
    - SBAT (7x) 37 mm
    - SBAT (7x) 70 mm
- Bombe: 

  - Bombe:
    - Mk 81
    - Mk 82

  - Bombe za vadbo:
    - MK 76 (20 lb)
- Drugo:
  - Odvrgljivi rezervoarji: 2x 660 L (170 US gal) ali 330 L (87 US gal)